# Тудор, Мартин
Георге Мартин Тудор (рум. Gheorghe Martin Tudor; 10 июня 1976, Авриг, Румыния — 30 марта 2020, Решица, Румыния) — румынский футболист и тренер вратарей. Известен как один из лучших голкиперов бухарестского «Стяуа» первого десятилетия XXI века.

## Карьера
Свой первый профессиональный контракт в 20-летнем возрасте Мартин Тудор подписал с клубом «Жиул» из Петрошани в 1996 году. В 1997 году перешёл в «Олимпию» из Сату-Маре, проведя за которую 2 сезона был приглашён в бухарестский «Стяуа».
Ворота столичного клуба Тудор защищал на протяжении шести лет, дважды — в 2001 и 2005 годах — став чемпионом страны и ещё трижды — призёром первенства, а также дойдя до 1/8 финала Кубка УЕФА 2004/2005.
В 2005 году вратарь перешёл в клужский ЧФР, за два года в котором завоевал «бронзу» чемпионата Румынии и дошёл до финала Кубка Интертото 2005. Сезон 2007/08 провёл в «Университате», после чего решил завершить карьеру игрока. Однако в январе 2010 года возобновил карьеру во второй команде «Стяуа», в том же году окончательно повесил бутсы на гвоздь.
С 2008 года Тудор работал тренером вратарей ряда румынских клубов, а также сборной Румынии и саудовского «Аль-Иттихада».
30 марта 2020 года около 10 утра у Мартина Тудора случился сердечный приступ; прибывшим на место происшествия врачам спасти жизнь Мартина не удалось.

## Достижения
Стяуа
- Чемпион Румынии: (2) 2000/01, 2004/05

 Олимпия (Сату-Маре)
- Победитель Серии II Дивизиона B чемпионата Румынии: 1997/98